# Urban III
Urban III, född Uberto Crivelli omkring 1120 i Milano, död 20 oktober 1187 i Ferrara, var påve från den 25 november 1185 till sin död den 20 oktober 1187.

## Biografi
Uberto Crivelli tillhörde en ansedd milanesisk adelsätt. I september 1173 utsågs han till kardinal av påve Alexander III; hans ursprungliga titelkyrka är okänd, men i augusti 1182 blev han kardinalpräst av San Lorenzo in Damaso. Samma år som han valdes till påve hade han utnämnts till ärkebiskop av Milano. Samma dag Lucius avled i Verona, valdes Uberto Crivelli till hans efterträdare, och kröntes den 1 december 1185 med påvenamnet Urban III. Brådskan kan bero på rädsla för att kejsaren skulle blanda sig i påvevalet.
Hela Urbans pontifikat upptogs av strider med kejsar Fredrik Barbarossa dels om biskopsutnämningar, dels om de donationer som Kyrkostaten erhållit från Mathilda av Toscana. Konflikten torde även ha en personlig botten: Barbarossa hade år 1162 krossat Milano, varunder många av Urbans släktingar hade lemlästats och proskriberats.
Urbans pontifikat inleddes med genomförandet av ett av de största bakslag Kyrkostaten upplevt, och som hade inletts under företrädaren: normandernas stöd från kungariket Sicilien gick om intet när tronarvingen Constance av Sicilien gifte sig med Fredrik Barbarossas son Henrik VI. Hela Kyrkostatens suveränitet hade vilat på normandernas stöd. Alliansen var också den politiska grunden till att Barbarossa vågade förneka Kyrkostaten de matildiska arvegodsen. Påven å sin sida vägrade att kröna Henrik till kejsare i Rom, men han fick se sig sviken av patriarken av Aquileia som olagligt förrättade kröningen och därför exkommunicerades av Urban.
Urban III avled i Ferrara. Det brukar anföras att Urban avled till följd av nyheten om att korsriddarna lidit nederlag vid slaget vid Hattin och att Jerusalem hade fallit. Han är begravd i Ferraras katedral.

### Webbkällor
- ”Pope Urban III”. Catholic Encyclopedia. New Advent. https://www.newadvent.org/cathen/15211a.htm. Läst 17 november 2020.

Den här artikeln är helt eller delvis baserad på material från Nordisk familjebok, Urban III, 1904–1926.